# Relation de Gibbs-Helmholtz
Pour les articles homonymes, voir Gibbs et Helmholtz.
En thermodynamique, la relation de Gibbs-Helmholtz est une équation reliant l'enthalpie libre et l'enthalpie d'un système. Elle doit son nom aux physiciens Willard Gibbs et Hermann von Helmholtz. Elle s'écrit :
Avec :
- {\displaystyle H} l'enthalpie ;
- {\displaystyle G} l'enthalpie libre ;
- {\displaystyle P} la pression ;
- {\displaystyle T} la température (absolue).

## Autres formulations
Cette relation peut être également exprimée sous les formes équivalentes :
- {\displaystyle H=G-T\left({\partial G \over \partial T}\right)_{P}}

- {\displaystyle H=G-\left({\partial G \over \partial \ln T}\right)_{P}}

- {\displaystyle H=\left({\partial {G \over T} \over \partial {1 \over T}}\right)_{P}}

- {\displaystyle H=-T^{2}\left({\partial {G \over T} \over \partial T}\right)_{P}}

À noter que la fonction {\displaystyle Y=-G/T} est la fonction de Planck, qui a pour variable naturelle {\displaystyle 1/T} ; on a donc :
{\displaystyle H=-\left({\partial Y \over \partial {1 \over T}}\right)_{P}}

## Démonstration
Cette relation est démontrée simplement en partant de la relation liant l'entropie {\displaystyle S} à l'enthalpie libre {\displaystyle G} :
{\displaystyle S=-\left({\partial G \over \partial T}\right)_{P}}
En remplaçant dans l'expression de définition de l'enthalpie libre :
{\displaystyle G=H-TS}
{\displaystyle G=H+T\left({\partial G \over \partial T}\right)_{P}}
{\displaystyle H=G-T\left({\partial G \over \partial T}\right)_{P}}
En multipliant par {\displaystyle -{1 \over T^{2}}} la relation précédente :
{\displaystyle -{H \over T^{2}}=-{G \over T^{2}}+{1 \over T}\left({\partial G \over \partial T}\right)_{P}}
On reconnaît au 2e terme la dérivée partielle de {\displaystyle {G \over T}} par rapport à {\displaystyle T}, à {\displaystyle P} constante : 
{\displaystyle \left({\partial {G \over T} \over \partial T}\right)_{P}=G\left({\partial {1 \over T} \over \partial T}\right)_{P}+{1 \over T}\left({\partial G \over \partial T}\right)_{P}=-{G \over T^{2}}+{1 \over T}\left({\partial G \over \partial T}\right)_{P}}
On en déduit la relation de Gibbs-Helmholtz :
| {\displaystyle \left({\partial {G \over T} \over \partial T}\right)_{P}=-{H \over T^{2}}} |

## Intérêt
Cette relation permet d'accéder facilement à l'enthalpie libre quand on connaît les variations de l'enthalpie en fonction de la température à pression constante, et vice-versa. Elle fait partie des relations extrêmement utiles en thermodynamique pour passer d'une fonction d'état à une autre.
Elle permet également de décrire la variation de la constante d'équilibre {\displaystyle K} d'un équilibre chimique en fonction de la température. L'enthalpie libre standard de la réaction {\displaystyle \Delta _{\text{r}}G^{\circ }} est liée à la constante d'équilibre par la relation :
{\displaystyle \Delta _{\text{r}}G^{\circ }=\Delta _{\text{r}}H^{\circ }-T\Delta _{\text{r}}S^{\circ }=-RT\ln K}
En se servant de la relation de Gibbs-Helmholtz on obtient la relation de van 't Hoff :
{\displaystyle {\mathrm {d} \ln K \over \mathrm {d} T}=-{\mathrm {d} \left({\Delta _{\text{r}}G^{\circ } \over RT}\right) \over \mathrm {d} T}={\Delta _{\text{r}}H^{\circ } \over RT^{2}}}
avec {\displaystyle \Delta _{\text{r}}H^{\circ }} l'enthalpie standard de réaction.
Il est supposé que la constante d'équilibre ne dépend que de la température, aussi la dérivée partielle devient-elle une dérivée droite.

## Relation analogue avec l'énergie libre
Une relation analogue existe entre {\displaystyle F}, l'énergie libre, {\displaystyle U}, l'énergie interne, et {\displaystyle T}, même si celle-ci est beaucoup moins utilisée que la précédente :
Cette relation est démontrée simplement en partant de la relation liant l'entropie {\displaystyle S} à l'énergie libre {\displaystyle F} : {\displaystyle S=-\left({\partial F \over \partial T}\right)_{V}}.
À noter que la fonction {\displaystyle J=-F/T} est la fonction de Massieu, qui a pour variable naturelle {\displaystyle 1/T} ; on a donc :
{\displaystyle U=-\left({\partial J \over \partial {1 \over T}}\right)_{V}}

## Notations utilisées dans cet article
- {\displaystyle V} le volume ;
- {\displaystyle P} la pression ;
- {\displaystyle T} la température ;
- {\displaystyle U} l'énergie interne ;
- {\displaystyle H} l'enthalpie ;
- {\displaystyle F} l'énergie libre ;
- {\displaystyle G} l'enthalpie libre ;
- {\displaystyle S} l'entropie ;
- {\displaystyle n} la quantité de matière.